# Adventures in the Magic Kingdom
Adventures in the Magic Kingdom (с англ. — «Приключения в Волшебном Королевстве», в европейской версии — Disney Adventures: The Magic Kingdom) — видеоигра смешанного жанра: платформер, аркада, автосимулятор, разработанная компанией Capcom эксклюзивно для игровой приставки NES и выпущенная ей же в 1990 году для североамериканского рынка и в 1992 году для европейского и австралийского рынков. Посвящена героям мультфильмов Диснея и ориентирована в первую очередь на игроков младшего возраста.

## Игровой процесс
|                                                           |
|                                                           |
| В основном парке (сверху) и «Призрачное поместье» (снизу) |

В плане игрового процесса Adventures in the Magic Kingdom представляет собой смесь нескольких жанров: классического двухмерного платформера с боковым скроллингом в стиле игр Adventure Island, Duck Tales или Akumajou Special: Boku Dracula-kun; аркадного автосимулятора с вертикальным скроллингом с видом сверху наподобие игр Zippy Race или Road Fighter; и аркады. Вся игра оформлена в стиле диснеевских мультфильмов.
В самом начале игры главный герой находится в парке развлечений, на которой расположены пять аттракционов и, в самом центре, тот самый замок. Для получения пяти серебряных ключей необходимо пройти все пять уровней-аттракционов в произвольном порядке. Два аттракциона — «Призрачное поместье» (англ. Haunted Mansion) и «Пираты Карибского моря» (англ. Pirates of the Caribbean), представляют собой платформеры, первый из них надо просто пройти полностью, победив поджидающего в самом конце уровня босса — особенно сильного противника, а во втором необходимо спасти шестерых захваченных пиратами девушек. Аттракцион «Автопия» (англ. Autopia) является аркадным автосимулятором, где игроку предстоит осилить наполненную препятствиями и оппонентами трассу, а аттракционы «Большая грозовая гора» (англ. Big Thunder Mountain) и «Космос» (англ. Space Mountain) — аркадами, где игроку необходимо вовремя нажимать необходимые кнопки геймпада.
Для получения шестого ключа необходимо ответить на вопросы семерых посетителей парка. Все вопросы связаны с мультфильмами Диснея, к каждому из них предлагаются три варианта ответов, лишь один из которых правильный.
По всем уровням игры, кроме «Космоса», разбросаны бонусные предметы — звёздочки, которые в любой момент можно обменять на пополнение шкалы здоровья, дополнительную игровую жизнь, возможность стать на некоторое время невидимым или возможность заморозить всех врагов в пределах экрана. Последние два работают только на платформенных уровнях игры.

## Сюжет
Действие игры разворачивается в Волшебном Королевстве — тематическом парке, где Микки Маус, Гуфи и Дональд Дак готовятся к проведению большого парада. Но, к несчастью, Гуфи оставил золотой ключ от парадных ворот парка в замке, который в свою очередь закрыт на шесть серебряных ключей, разбросанных по всему парку. Главный герой, имя которому выбирает сам игрок, остаётся последней надеждой друзей, именно ему предстоит обойти аттракционы парка в поисках столь необходимых ключей.

## Критика
Adventures in the Magic Kingdom получила весьма неоднозначные оценки, от достаточно низких до высоких. Средняя оценка по версии популярного веб-сайта MobyGames составляет 61/100. Средняя оценка 16 рецензентов интернет-портала GameFAQs — 5,6/10, а коммерческая информационная база данных компьютерных игр для различных платформ — Allgame, оценила её в 3,5 звёздочки.

### Рецензии
- Французский журнал Joystick в сентябрьском номере 1992 года поставил игре высокую оценку 84/100, назвав её идеальной для игроков в возрасте 8-10 лет[7].
- На посвящённым играм NES сайте NES Archives Adventures in the Magic Kingdom получила оценку «B-» по шкале от «D-» до «A+». Игра была названа в рецензии оригинальной и достаточно неплохой, однако, не дотягивающий по качеству до других игр Capcom на NES. Среди минусов игры было также названо несколько неудачное управление на уровне «Автопия».[8]
- Другой англоязычный веб-сайт, посвящённый NES-играм — NES Player оценил Adventures in the Magic Kingdom в 3/5, в том числе: по 3/5 за графику, звук и геймплей и 4/5 за управление. По мнению NES Player, Adventures in the Magic Kingdom является довольно слабой игрой, с неплохой музыкой, но не особо качественными звуковыми эффектами. Как и в отзыве NES Archives, критике было подвергнуто неудачное управление на гоночном уровне.[9]
- Веб-сайт Game Freaks 365, освещающий как классические, так и современные консольные игры, поставил приключениям в Волшебном Королевстве 5,6 баллов из 10, из которых 4/10 получил фактор повторного прохождения (англ. Replay Value), 5/10 — креативность концепта, 5,5/10 — геймплей, 6,5/10 — музыка и звук и 7/10 — графическое оформление. Рецензент отметил неплохую, хотя и с некоторыми недоработками, графику, хорошую, соответствующую духу игры музыку и неплохие звуковые эффекты с небольшими помарками. Главным минусом игры, перевешивающим все её достоинства, было названо отсутствие баланса в сложности игры. В то время, как некоторые уровни, например, «Автопия» и «Космос», невероятно легки и непродолжительны, другие, в первую очередь платформенные этапы, имеют чересчур высокую сложность.[10]
- Также невысокую оценку — 5/10, игра получила на сайте HonestGamers, где Adventures in the Magic Kingdom была названа весьма посредственной игрой, многочисленные недоработки в геймплее которой не могут быть оправданы даже вполне неплохой графикой и качественным звуком[11].

## Создатели
В создании Adventures in the Magic Kingdom приняли участие два достаточно известных в мире компьютерных игр человека: композитор Ёко Симомура и продюсер Токуро Фудзивара. Для Ёко Симомура Adventures in the Magic Kingdom стала второй работой после игры для аркадного автомата Adventure Quiz 2: Hatena? no Daibouken (1990 год). Позже она работала над такими известными видеоиграми, как: ролевая игра Breath of Fire (1993 год), стратегия Front Mission (1995 год, SNES), файтинг Tobal No. 1 (1996 год, PlayStation), игры серии Kingdom Hearts для PlayStation 2, Parasite Eve и Parasite Eve II, Heroes of Mana (2007 год, Nintendo DS), Super Smash Bros. Brawl (2008 год, Wii).
Токуро Фудзивара работал главным управляющим отдела консольных игр компании Capcom с 1988 по 1996 год. За свою жизнь он выступил директором, продюсером и консультантом для более чем 70 компьютерных игр, среди которых было достаточно много успешных работ, в том числе: Pooyan, игры серии Mega Man, DuckTales, Darkwing Duck, TaleSpin, Breath of Fire, Demon's Crest, Ghosts 'n Goblins, Resident Evil: Director’s Cut, Tomba! и Tomba! 2: The Evil Swine Return.

## Прочие факты
- Adventures in the Magic Kingdom стала третьей игрой японской компании Capcom, основанной на диснеевских мультфильмах, после игр Mickey Mousecapade (1987 год, NES) и Duck Tales (1989 год, Game Boy, NES)[17].
- Волшебное Королевство существует на самом деле. Это тематический парк в составе Диснейуорлда, расположенного в Орландо (США) самого большого в мире парка развлечений.